# Holger Behrendt
Holger Behrendt (Schönebeck, Alemania, 29 de enero de 1964) es un gimnasta artístico alemán que, representando a Alemania del Este, consiguió ser campeón olímpico en 1988 en la prueba de anillas, entre otros importantes logros.

## Carrera deportiva
En el Mundial de Montreal 1985 gana el bronce en el concurso por equipos, tras la Unión Soviética y China, siendo sus compañeros de equipo: Sylvio Kroll, Ulf Hoffmann, Jorg Hasse, Sven Tippelt y Holger Zeig.
En el Mundial de Róterdam 1987 consigue dos medallas de bronce: equipo —de nuevo tras la Unión Soviética y China— y en barra horizontal, tras el soviético Dmitry Bilozerchev (oro), el canadiense Curtis Hibbert (plata) y empatado con el búlgaro Zsolt Borkai (también bronce).
En los JJ. OO. de Seúl 1988 gana tres medallas, una de cada metal: oro en anillas, plata en equipos —tras la Unión Soviética y por delante de Japón— y bronce en barra horizontal.